# Heterotoma lobelioides
Heterotoma lobelioides är en klockväxtart som beskrevs av Joseph Gerhard Zuccarini. Heterotoma lobelioides ingår i släktet Heterotoma och familjen klockväxter.

## Underarter
Arten delas in i följande underarter:
- H. l. glabra
- H. l. lobelioides